# R&G (Rhythm & Gangsta): The Masterpiece
R&G (Rhythm & Gangsta): The Masterpiece is het zevende studioalbum van de Amerikaanse rapper Snoop Dogg. Het werd uitgebracht door Doggystyle, Star Trak en Geffen Records en werd uitgebracht op 16 november 2004. De belangrijkste producenten waren The Neptunes.

## Tracklist
| 1.                 | I Love to Give You Light (Intro)               | The Alchemist             | 2:38 |
| 2.                 | Bang Out                                       | J.R. Rotem                | 3:05 |
| 3.                 | Drop It Like It's Hot (met Pharrell Williams)  | The Neptunes              | 4:26 |
| 4.                 | Can I Get a Flicc Witchu (met Bootsy Collins)  | Josef Leimberg            | 5:24 |
| 5.                 | Ups & Downs (met Bee Gees)                     | Warryn Campbell           | 4:04 |
| 6.                 | The Bidness                                    | Soopafly                  | 3:28 |
| 7.                 | Snoop D.O. Double G                            | Black Jeruz, Sha Money XL | 4:01 |
| 8.                 | Let's Get Blown (met Pharrell Williams)        | The Neptunes              | 4:41 |
| 9.                 | Step Yo Game Up (met Lil Jon & Trina)          | Lil Jon                   | 4:24 |
| 10.                | Perfect (met Charlie Wilson)                   | The Neptunes              | 5:51 |
| 11.                | WBALLZ (Skit)                                  | Snoop Dogg                | 0:21 |
| 12.                | Fresh Pair of Panties On                       | Ole Folks                 | 2:31 |
| 13.                | Promise I                                      | Mr. Porter                | 3:17 |
| 14.                | Oh No (met 50 Cent)                            | Ron Browz, Sha Money XL   | 4:03 |
| 15.                | Can U Control Yo Hoe (met Soopafly)            | L.T. Hutton               | 3:08 |
| 16.                | Signs (met Justin Timberlake & Charlie Wilson) | The Neptunes              | 3:56 |
| 17.                | I'm Threw Witchu (met Soopafly)                | Warryn Campbell           | 4:21 |
| 18.                | Pass It Pass It                                | The Neptunes              | 4:23 |
| 19.                | Girl Like U (met Nelly)                        | L.T. Hutton               | 4:36 |
| 20.                | No Thang on Me (met Bootsy Collins)            | Hi-Tek                    | 4:41 |
| Totale duur: 70:41 |                                                |                           |      |